# James Maritato
James Maritato (Queens, 12 maart 1972) is een Amerikaans professioneel worstelaar van Italiaanse afkomst die vooral bekend is van zijn tijd bij Extreme Championship Wrestling als Little Guido Maritato, van 1992-2001, en World Wrestling Entertainment als Nunzio, van 2002 tot 2008.

## In het worstelen
- Finishers
  - Arrivederci
  - Sicilian Crab

- Signature moves
  - Fisherman buster
  - Italian Legsweep
  - Kiss of Death
  - Sicilian Slice

- Managers
  - Sal E. Graziano
  - Tommy Rich
  - Vito
  - Trinity

- Bijnamen
  - "The Sicilian Shooter"
  - "The Extreme Stud"
  - "The Pugnacious Pisan"

- Opkomstnummers
  - "That's Amore" van Dean Martin (ECW)
  - "Stayin' Alive" van N-Trance (ECW)
  - "No Sleep till Brooklyn" van Beastie Boys (Independent circuit)
  - "Theme from New York, New York" van Frank Sinatra (Independent circuit)

## Prestaties
- Chaotic Wrestling
  - CW Tag Team Championship (1 keer: met Luis Ortiz)

- East Coast Pro Wrestling
  - ECPW Light Heavyweight Championship (1 keer)
  - ECPW Hall of Fame (2009)

- Extreme Championship Wrestling
  - ECW World Tag Team Championship (2 keer: met Tony Mamaluke (1x) en Tracy Smothers (1x))

- Jersey All Pro Wrestling
  - JAPW Tag Team Championship (1 keer: met Tracy Smothers)

- USA Pro Wrestling
  - USA Pro Tag Team Championship (2 keer: met Rahul Kay (1x) en Kid Kruel (1x))
  - USA Pro United States Championship (1 keer)

- World Wrestling Entertainment
  - WWE Cruiserweight Championship (2 keer)